# 陳恵運
陳 恵運（ちん けいうん、1949年 - ）は、日本に帰化したジャーナリスト。中国上海市生まれ。

## 略歴
1986年、上海市盧湾区成人大学中国文学科卒業
1989年、大東文化大学大学院文学研究科入学
1994年、同大学大学院博士課程（後期）修了
現在、（社）日中協会会員として、日本と中国の交流に携わる仕事をし、さらに中国最大の叢書「四庫全書」などの研究結果を各メディアで発表するなど、中国の歴史や文化を幅広く伝える活動を行っている。

## 著書

### 単著
- 『実践 効く風水』トラックス〈陳さんの占いシリーズ〉、2002年 ISBN 4870315270
- 『食べるクスリ - 免疫力を高める食材ベスト66』飛鳥新社、2004年 ISBN 4870315904
- 『アンチエイジングのための…7つの食材健康法』飛鳥新社、2006年 ISBN 4870317095
- 『わが祖国、中国の悲惨な真実』飛鳥新社、2006年 ISBN 4870317478
- 『中国食材調査』飛鳥新社、2007年 ISBN 9784870318267
- 『なぜ中国人は互いに憎みあうのか?』飛鳥新社、2007年 ISBN 9784870318205
- 『トンデモ国家、中国の驚くべき正体』ゴマブックス〈ゴマ文庫〉、2007年 ISBN 9784777150175
- 『中国、多民族国家の苦悩』飛鳥新社、2008年 ISBN 9784870318793
- 『免疫力を高める 食べ物帖』中経出版〈中経の文庫〉、2011年 ISBN 9784806139812

### 共著
- 『中国は崩壊しない』文藝春秋、2010年 ISBN 9784163721002

## 論文
- 「ピル漬け上海ガニと漂白フカヒレ」『WiLL』第40号、ワック、2008年4月。